# Bouges-le-Château
Bouges-le-Château település Franciaországban, Indre megyében. Lakosainak száma 264 fő (2022. január 1.). Bouges-le-Château Baudres, Bretagne, Fontenay, Liniez, Moulins-sur-Céphons, Rouvres-les-Bois és Levroux községekkel határos.

## Népesség
A település népességének változása:
| Lakosok száma | 501  | 360  | 308  | 260  | 280  | 273  | 266  | 261  | 261  | 264  |
|               | 1968 | 1982 | 1990 | 2006 | 2013 | 2015 | 2017 | 2019 | 2020 | 2022 |